# Parfaites
Pour plus de détails, voir Fiche technique et Distribution.
Parfaites (Perfect en version anglaise) est un film documentaire québécois, réalisé par Jérémie Battaglia, sorti en 2016,. Ce premier long métrage a pour sujet la natation synchronisée et, au fil des compétitions à Montréal, à Bratislava, à Kazan ou Porto Rico, le processus visant la qualification (ou non) de l'équipe canadienne aux Jeux olympiques de 2016 de Rio de Janeiro.  
Une version courte (53 min), destinée à la télévision, et narrée par l'ex-athlète olympienne Sylvie Fréchette, est diffusée à Radio-Canada le 31 juillet 2016,.

## Synopsis
Le documentaire plonge le spectateur dans les coulisses de la nage synchronisée et dans le quotidien de l'équipe nationale canadienne de natation synchronisée durant les mois précédant les jeux olympiques d'été de 2016. Il s'attarde plus particulièrement sur le parcours, les rêves et les émotions de deux athlètes de l'équipe, Marie-Lou Morin et Claudia Holzner. 

## Fiche technique
- Titre original : Parfaites
- Titre anglais ou international : Perfect
- Réalisation, scénario et direction photo : Jérémie Battaglia[4]
- Musique originale : Vincent Lettelier, alias Freeworm
- Conception sonore : Marie-Pierre Grenier
- Montage : Alexandre Lachance
- Mixage : Daniel Toussaint
- Production : Sylvie Van Brabant
  - Productrice déléguée : Amélie Lambert Bouchard
- Société de production : Les Films du Rapide-Blanc
- Société de distribution au Québec : Les Productions du Rapide-Blanc
- Pays d'origine :  Canada ( Québec)
- Langues originales : français, anglais[1]
- Format : couleur
- Genre : documentaire
- Durées : 77 minutes / 52 minutes (version TV de Radio-Canada) / 44 minutes (version TV de CBC)[5]
- Société de distribution en France : Extérieur Jour Distributions
- Dates de sortie en salles :
  - Canada : 29 juillet 2016
  - France : 12 avril 2017[6]
- Date de première diffusion : 
  - Canada : 30 juillet 2016[3]

## Distinctions
| Organisme          | Année | Nominations                                                                           | Nommés                               |
| ------------------ | ----- | ------------------------------------------------------------------------------------- | ------------------------------------ |
| Gala Québec Cinéma | 2017  | Prix Iris du meilleur long métrage documentaire                                       | Jérémie Battaglia Sylvie Van Brabant |
| Gala Québec Cinéma | 2017  | Prix Iris de la meilleure direction de la photographie d'un long métrage documentaire | Jérémie Battaglia                    |